# PsyGA
psyGA steht für psychische Gesundheit in der Arbeitswelt und bietet praktische Unterstützung für Unternehmen, Organisationen und Führungskräfte bei der Förderung der psychischen Gesundheit. Das Projekt psyGA wurde unter Federführung des BKK Dachverbandes durchgeführt und durch das Bundesministerium für Arbeit und Soziales im Rahmen der Initiative Neue Qualität der Arbeit gefördert. Die fachliche Begleitung erfolgte durch die Bundesanstalt für Arbeitsschutz und Arbeitsmedizin. Mittlerweile ist das Projekt aufgegangen in der Initiative Neue Qualität der Arbeit (INQA).

## Psychische Gesundheit in der Arbeitswelt – Daten und Fakten
Psychische Erkrankungen gewinnen an Bedeutung: Insgesamt stellen psychisch bedingte Erkrankungen die dritthäufigste Diagnosegruppe in Deutschland dar: 14,7 Prozent aller Krankschreibungen im Jahr 2012 sind auf psychische Störungen zurückzuführen. Psychische Erkrankungen sind außerdem die häufigste Ursache für krankheitsbedingte Frühberentungen. In den letzten 22 Jahren stieg der Anteil von Personen, die aufgrund seelischer Leiden frühzeitig in Rente gingen, von 14,5 auf 42,9 Prozent.  Die Gründe dafür sind vielfältig – die Arbeitswelt verändert sich, Anforderungen und Belastungen steigen. Fehlen Unterstützung und passende Maßnahmen, kann Stress am Arbeitsplatz zur psychischen Belastung werden. Darüber hinaus können auch andere Einflussfaktoren, wie beispielsweise private Probleme, zu psychischen Erkrankungen führen. Privates und Berufliches lassen sich in Sachen Gesundheit selten trennen. Seit Jahrzehnten ist die Zahl der Fehltage wegen psychischer Erkrankungen angestiegen – zuletzt zwischen 2001 und 2012 von bundesweit 33,6 Millionen Arbeitsunfähigkeitstagen auf 60 Millionen. Dies entspricht einem Anstieg von mehr als 97 Prozent. Die Folgen für Unternehmen und Volkswirtschaft sind Kosten in Milliardenhöhe. Stress am Arbeitsplatz kann also Mitarbeitende kosten – und nicht nur das. Weitere Auswirkungen sind u. a. eine verringerte Wettbewerbsfähigkeit, eine höhere Fluktuation, eine geringere Produktivität und Motivation. Denn die psychische Gesundheit der Beschäftigten ist eine wichtige Größe für den Unternehmenserfolg.
Nur gesunde Mitarbeitende können ihre volle Leistungskraft für das Unternehmen einsetzen. Arbeit ist dann gesund, wenn ein anspruchsvolles, nicht überforderndes Aufgabenprofil besteht, sowie erbrachte Leistungen angemessene soziale Anerkennung und materielle Gratifikation erfahren. Rückhalt durch Kollegen und Unterstützung durch Vorgesetzte tragen zum Schutz der Gesundheit bei. Dass sich gute Führung und eine mitarbeiterorientierte Unternehmenskultur lohnen, belegen zahlreiche Studien. Und auch betriebliches Gesundheitsmanagement lohnt sich: Wissenschaftliche Kosten-Nutzen-Analysen belegen, dass jeder in BGM (Betriebliche Gesundheitsmaßnahmen) investierte Euro zwischen zwei und zehn Euro spart und somit einen positiven Return on Investment hat.

## Materialien des Projekts
psyGA bot Unternehmen und Organisationen jeder Größe und Branche Unterstützung: mit konkreten Informationen und praxisnahen Handlungsanleitungen für Unternehmen und Führungskräfte. Diese Materialien konnten von der Website des Projektes  heruntergeladen werden. Da das Projekt mittlerweile in INQA aufgegangen ist, sind dort noch einige Publikationen abrufbar:
- Kein Stress mit dem Stress – Eine Handlungshilfe für Führungskräfte[10]
- Kein Stress mit dem Stress – Eine Handlungshilfe für Beschäftigte[11]
- eLearning-Tool: Förderung psychischer Gesundheit als Führungsaufgabe[12]
- eLearning-Tool für Beschäftigte: Förderung Ihrer psychischen Gesundheit[13]
- Kein Stress mit dem Stress – Lösungen und Tipps für Führungskräfte im Handwerk[14]
- Kein Stress mit dem Stress – Lösungen und Tipps für ambulante und stationäre Pflegeeinrichtungen[15]
- Kein Stress mit dem Stress für Betriebe im Gastgewerbe[16]
- Kein Stress mit dem Stress – Lösungen und Tipps für Führungskräfte des Handels und der Warenlogistik[17]
- Kein Stress mit dem Stress – Lösungen und Tipps für gesundes Führen im öffentlichen Sektor[18]
- Kein Stress mit dem Stress – Eine Handlungshilfe für Betriebs- und Personalräte[19]
- Der Praxisordner „Kein Stress mit dem Stress“
- Checks zur eigenen Gesundheit, aber auch zum Stand des Unternehmens oder der Beschäftigten